# Aglia
Aglia es un género de lepidóptero ditrisio de la familia Saturniidae, el único de la subfamilia Agliinae. Está ampliamente distribuida en la región Paleártica.

## Especies
- Aglia homora Jordan, 1911
- Aglia ingens Naumann et al., 2003
- Aglia japonica Leech, 1889
- Aglia sinjaevi Brechlin, 2015
- Aglia spaniolissima Gómez-Bustillo, 1980
- Aglia tau (Linnaeus, 1758)
- Aglia vanschaycki Brechlin, 2015